# David Thompson (baloncestista)
David O'Neil Thompson (Shelby, Carolina del Norte, 13 de julio de 1954) es un exjugador de baloncesto estadounidense que jugó durante 9 temporadas en la ABA y la NBA. Con 1,93 metros de altura, jugaba en la posición de escolta.

## Trayectoria deportiva

### Universidad
Después de liderar a la Universidad de North Carolina State en una temporada sin partidos perdidos en el año 1973 (27 victorias, 0 derrotas), llevó a su equipo a ganar el título de la NCAA en 1974, en un torneo en el que derrotaron al entonces vigente campeón, UCLA.
Fue elegido durante tres años consecutivos como el Mejor jugador de la ACC, y en una liga que ha dado tantos talentos como Michael Jordan, Ralph Sampson, Tim Duncan, Christian Laettner o Len Bias, es considerado por muchos entendidos como el mejor jugador de la historia de la Atlantic Coast Conference.

### Profesional
Thompson fue elegido como número uno en el Draft de la NBA de 1975 y en el de la ABA por Atlanta Hawks y Denver Nuggets respectivamente, decantándose al final por el equipo de la liga del balón tricolor, ya que no consideró serias las negociaciones con los Hawks. Debutó como profesional consiguiendo 26 puntos, 6,3 rebotes y 3,7 asistencias, lo que le valió para ser elegido en el mejor quinteto de rookies. Esa misma temporada fue finalista del concurso de mates, competición que fue ganada por Julius Erving además de MVP del partido de ese mismo All-Star que enfrentaría a los Denver Nuggets contra un combinado del resto de seis equipos de la ABA anotando 29 puntos.
Junto con su equipo, pasó a jugar en la temporada 1976-77 en la NBA, llegando a jugar en 4 ocasiones el All-Star Game. El máximo de su carrera lo logró el 9 de abril de 1978, cuando anotó 73 puntos ante Detroit Pistons en un esfuerzo por llevarse el título de máximo anotador, algo que finalmente logró George Gervin, que ese mismo día consiguió 63, aventajando en 6 centésimas en el porcentaje a Thompson.
Tras esa temporada, firmó un contrato por 4 millones de dólares y cinco años, el más alto hasta entonces ofrecido a jugador alguno de baloncesto. Pero sus problemas con las drogas hicieron que su rendimiento fuera en descenso, y tuviese que dejar prematuramente la liga en 1984, con tan solo 29 años de edad.

## Estadísticas de su carrera en la NBA

### Temporada regular
| Temporada | Edad | Equipo              | Liga  | P   | TIT | MIN  | TC   | TCA  | %TC  | 3P  | 3PA | %3P  | TL  | TLA | %TL  | R.OF. | R.DEF. | REB | ASIS | ROB | TAP | PER | FP  | PTS  |
| 1975-76   | 21   | Denver Nuggets      | ABA   | 83  |     | 37.4 | 9.7  | 18.9 | .515 | 0.0 | 0.2 | .158 | 6.5 | 8.2 | .794 | 2.7   | 3.6    | 6.3 | 3.7  | 1.6 | 1.2 | 3.0 | 3.4 | 26.0 |
| 1976-77   | 22   | Denver Nuggets      | NBA   | 82  |     | 36.6 | 10.0 | 19.8 | .507 |     |     |      | 5.8 | 7.6 | .766 | 1.7   | 2.4    | 4.1 | 4.1  | 1.4 | 0.6 |     | 2.9 | 25.9 |
| 1977-78   | 23   | Denver Nuggets      | NBA   | 80  |     | 37.8 | 10.3 | 19.8 | .521 |     |     |      | 6.5 | 8.4 | .778 | 2.0   | 2.9    | 4.9 | 4.5  | 1.2 | 1.2 | 3.1 | 2.7 | 27.2 |
| 1978-79   | 24   | Denver Nuggets      | NBA   | 76  |     | 35.1 | 9.1  | 17.8 | .512 |     |     |      | 5.8 | 7.7 | .753 | 1.4   | 2.2    | 3.6 | 3.0  | 0.9 | 1.1 | 2.4 | 2.4 | 24.0 |
| 1979-80   | 25   | Denver Nuggets      | NBA   | 39  |     | 31.8 | 7.4  | 15.8 | .468 | 0.2 | 0.5 | .368 | 6.5 | 8.6 | .758 | 1.4   | 3.0    | 4.5 | 3.2  | 1.0 | 1.0 | 3.0 | 2.7 | 21.5 |
| 1980-81   | 26   | Denver Nuggets      | NBA   | 77  |     | 34.0 | 9.5  | 18.8 | .506 | 0.1 | 0.5 | .256 | 6.4 | 8.0 | .795 | 1.4   | 2.3    | 3.7 | 3.0  | 0.7 | 0.8 | 3.2 | 3.0 | 25.5 |
| 1981-82   | 27   | Denver Nuggets      | NBA   | 61  | 5   | 20.4 | 5.1  | 10.6 | .486 | 0.1 | 0.2 | .286 | 4.5 | 5.6 | .814 | 0.9   | 1.5    | 2.4 | 1.9  | 0.6 | 0.5 | 2.3 | 2.4 | 14.9 |
| 1982-83   | 28   | Seattle SuperSonics | NBA   | 75  | 64  | 28.7 | 5.9  | 12.3 | .481 | 0.0 | 0.1 | .200 | 4.0 | 5.1 | .784 | 1.3   | 2.3    | 3.6 | 3.0  | 0.6 | 0.4 | 2.2 | 1.9 | 15.9 |
| 1983-84   | 29   | Seattle SuperSonics | NBA   | 19  | 0   | 18.4 | 4.7  | 8.7  | .539 | 0.0 | 0.1 | .000 | 3.3 | 3.8 | .849 | 0.9   | 1.4    | 2.3 | 0.7  | 0.5 | 0.7 | 1.4 | 1.6 | 12.6 |
| Total     |      |                     | TOTAL | 592 | 69  | 32.8 | 8.5  | 16.8 | .505 | 0.1 | 0.3 | .255 | 5.7 | 7.3 | .781 | 1.6   | 2.5    | 4.1 | 3.3  | 1.0 | 0.9 | 2.7 | 2.7 | 22.7 |
|           |      |                     | NBA   | 509 | 69  | 32.0 | 8.3  | 16.4 | .504 | 0.1 | 0.3 | .277 | 5.5 | 7.1 | .778 | 1.4   | 2.3    | 3.8 | 3.2  | 0.9 | 0.8 | 2.6 | 2.5 | 22.1 |
|           |      |                     | ABA   | 83  |     | 37.4 | 9.7  | 18.9 | .515 | 0.0 | 0.2 | .158 | 6.5 | 8.2 | .794 | 2.7   | 3.6    | 6.3 | 3.7  | 1.6 | 1.2 | 3.0 | 3.4 | 26.0 |

### Playoffs
| Temporada | Edad | Equipo              | Liga  | P  | MIN  | TCA | TC  | 3PA | 3P | TLA | TL  | R.OF. | REB | ASIS | ROB | TAP | PER | FP  | PTS | %TC  | %3P  | %FT  | MIN  | PTS  | REB | AST |
| 1975-76   | 21   | Denver Nuggets      | ABA   | 13 | 508  | 127 | 237 | 1   | 4  | 88  | 105 | 32    | 83  | 39   | 16  | 5   | 50  | 54  | 343 | .536 | .250 | .838 | 39.1 | 26.4 | 6.4 | 3.0 |
| 1976-77   | 22   | Denver Nuggets      | NBA   | 6  | 237  | 56  | 121 |     |    | 36  | 53  | 13    | 31  | 24   | 9   | 4   |     | 22  | 148 | .463 |      | .679 | 39.5 | 24.7 | 5.2 | 4.0 |
| 1977-78   | 23   | Denver Nuggets      | NBA   | 13 | 481  | 131 | 291 |     |    | 66  | 80  | 18    | 53  | 52   | 9   | 21  | 39  | 34  | 328 | .450 |      | .825 | 37.0 | 25.2 | 4.1 | 4.0 |
| 1978-79   | 24   | Denver Nuggets      | NBA   | 3  | 122  | 38  | 69  |     |    | 8   | 11  | 7     | 21  | 12   | 4   | 1   | 12  | 12  | 84  | .551 |      | .727 | 40.7 | 28.0 | 7.0 | 4.0 |
| 1981-82   | 27   | Denver Nuggets      | NBA   | 3  | 66   | 15  | 33  | 1   | 3  | 4   | 7   | 4     | 10  | 6    | 1   | 0   | 8   | 8   | 35  | .455 | .333 | .571 | 22.0 | 11.7 | 3.3 | 2.0 |
| 1982-83   | 28   | Seattle SuperSonics | NBA   | 2  | 65   | 9   | 25  | 0   | 0  | 6   | 10  | 0     | 0   | 7    | 1   | 1   | 4   | 7   | 24  | .360 |      | .600 | 32.5 | 12.0 | 0.0 | 3.5 |
| Total     |      |                     | TOTAL | 40 | 1479 | 376 | 776 | 2   | 7  | 208 | 266 | 74    | 198 | 140  | 40  | 32  | 113 | 137 | 962 | .485 | .286 | .782 | 37.0 | 24.1 | 5.0 | 3.5 |
|           |      |                     | NBA   | 27 | 971  | 249 | 539 | 1   | 3  | 120 | 161 | 42    | 115 | 101  | 24  | 27  | 63  | 83  | 619 | .462 | .333 | .745 | 36.0 | 22.9 | 4.3 | 3.7 |
|           |      |                     | ABA   | 13 | 508  | 127 | 237 | 1   | 4  | 88  | 105 | 32    | 83  | 39   | 16  | 5   | 50  | 54  | 343 | .536 | .250 | .838 | 39.1 | 26.4 | 6.4 | 3.0 |

## Logros personales
- 4 veces jugador de un All-Star Game.
- Acabó en 5 ocasiones entre los 5 mejores anotadores de la liga.
- Máximo lanzador de tiros libres en 1977.
- MVP del All-Star Game de 1979.
- Miembro del Basketball Hall of Fame desde 1996.
- Elegido en el mejor quinteto de la década de los 70 de la NCAA.